# Heilbutt
Der Heilbutt (Hippoglossus hippoglossus) oder Weißer Heilbutt kommt im Nordatlantik vor und ist mit bis zu 300 cm Körperlänge und bis zu 400 kg Gewicht die größte Art der Plattfische. Ein Heilbutt kann bis zu 50 Jahre alt werden. Trotz seines Namens zählt diese Gattung nicht zu der Familie der Butte, sondern zu den Schollen.
Die Schwesterart im Nordpazifik ist der Pazifische Heilbutt (Hippoglossus stenolepis). Im Nordatlantik wird ein nicht näher verwandter, aber ebenfalls recht groß werdender rechtsäugiger Plattfisch irreführend als Schwarzer Heilbutt (Reinhardtius hippoglossoides) bezeichnet. Alle drei Heilbuttarten sind Speisefische.
„Alaska-Heilbutt“ ist jedoch lediglich eine Handelsbezeichnung für die Schollenart Atheresthes stomias, zum Thema Handelsbezeichnung bei Fischen siehe auch Alaska-Seelachs.

## Aussehen und Lebensweise
Heilbutte haben typischerweise beide Augen auf der rechten Kopfseite, sind also rechtsäugige Plattfische. Sie haben gefleckte Oberseiten und grauweiße Unterseiten; von anderen Plattfischen kann man sie durch ihren dreieckigen, schwach ausgerandeten Schwanz und durch ihre ungewöhnliche Größe unterscheiden. Die Weibchen dieser Art sind meist größer als ihre männlichen Artgenossen und haben eine längere Lebenserwartung. 
- Flossenformel: Dorsale 98–110, Anale 73–85

Wie alle Plattfische leben Heilbutte auf dem Meeresboden bis in Wassertiefen von 1500 Metern, zeitweilig aber auch pelagisch. Die Tiere fressen Krebse, Fische und Tintenfische.

## Fortpflanzung
Die Laichzeit ist in der Nordsee von Februar bis Mai, bei Island von Juni bis August, im Atlantik im Winter. Das Weibchen legt bis zu 2 Millionen Eier ab, die Jungfische schlüpfen 9 bis 16 Tage nach dem Ablaichen. Die Geschlechtsreife erreichen die Tiere erst im Alter von 10 bis 14 Jahren.   

## Gefährdungssituation
Die Beurteilung der Weltnaturschutzunion IUCN aus dem Jahre 1996 in der Roten Liste gefährdeter Arten benötigt eine Aktualisierung. Der Heilbutt gilt hier als stark gefährdet (Endangered).
In Norwegen gilt der Heilbutt (Stand 2015) als nicht gefährdet, unterliegt aber Fangbeschränkungen.